# 개구쟁이 조이
《개구쟁이 조이》는 프랑스의 애니메이션으로 2021년 3월 29일부터 7월 26일까지 EBS 1TV에서 매주 월~수요일에 방영했다.

## 방송 일시
| 방송 채널 | 방송일                     | 방송 시간 |
| --------- | -------------------------- | --------- |
| EBS 1TV   | 2021년 3월 29일 ~ 7월 26일 | 종료      |
| EBS 1TV   | 2021년 4월 3일 ~ 7월 31일  | 종료      |

## 줄거리
매일매일 장난을 멈출 수 없는 장난꾸러기 조이와 친구들의 좌충우돌 학교생활 이야기

## 등장 인물
- 조이
- 야신
- 올리브
- 엄마
- 아빠
- 릴리
- 프리티우드

## 목소리 출연
- 양정화: 조이
- 김은아: 올리브
- 이새벽: 야신
- 홍소영: 이고르, 릴리
- 전태열: 제롬, 빌리
- 한만중: 프랜시스, 올리비에
- 김아롱: 프리티우드, 저스틴, 조나스

## 방영 목록
| 회차       | 방송 일자       | 제목                      |
| ---------- | --------------- | ------------------------- |
| 1화        | 2021년 3월 29일 | 약속을 지켜라             |
| 2화        | 2021년 3월 30일 | 빌리 아저씨의 보물        |
| 3화        | 2021년 3월 31일 | 선생님이 되어 보자        |
| 4화        | 2021년 4월 5일  | 똑똑해지기 대작전         |
| 5화        | 2021년 4월 6일  | 이고르를 구해라           |
| 6화        | 2021년 4월 7일  | 위대한 마술사 조이        |
| 7화        | 2021년 4월 12일 | 좀비 이발사               |
| 8화        | 2021년 4월 13일 | 유모차 조종 대결          |
| 9화        | 2021년 4월 14일 | 기자가 된 조이            |
| 10화       | 2021년 4월 19일 | 동생 돌보기는 힘들어      |
| 11화       | 2021년 4월 20일 | 교장선생님의 방문         |
| 12화       | 2021년 4월 21일 | 탱탱볼을 되찾아라         |
| 13화       | 2021년 4월 26일 | 교장선생님의 비밀         |
| 14화       | 2021년 4월 27일 | 챔피언이 되어 보자!       |
| 15화       | 2021년 4월 28일 | 반장 선거                 |
| 16화       | 2021년 5월 3일  | 치과에 가기 싫어!         |
| 17화       | 2021년 5월 4일  | 조이의 낡은 소파          |
| 18화       | 2021년 5월 5일  | 행운의 우표               |
| 19화       | 2021년 5월 10일 | 우정의 맹세               |
| 20화       | 2021년 5월 11일 | 조이의 도전               |
| 21화       | 2021년 5월 12일 | 코치가 된 블랭킷 아주머니 |
| 22화       | 2021년 5월 17일 | 야신, 영화에 출연하다     |
| 23화       | 2021년 5월 18일 | 삼총사가 된 친구들        |
| 24화       | 2021년 5월 19일 | 사진 촬영을 미뤄라        |
| 25화       | 2021년 5월 24일 | 영상 촬영 대소동          |
| 26화       | 2021년 5월 25일 | 올림퍼스를 숨겨라         |
| 27화       | 2021년 5월 26일 | 아빠의 보물               |
| 28화       | 2021년 5월 31일 | 일기장을 지켜라           |
| 29화       | 2021년 6월 1일  | 안정 찾기 대작전          |
| 30화       | 2021년 6월 2일  | 우리들은 천재             |
| 31화       | 2021년 6월 7일  | 깜짝 파티 준비            |
| 32화       | 2021년 6월 8일  | 벌 받기 대작전            |
| 33화       | 2021년 6월 9일  | 요리 방해 작전            |
| 34화       | 2021년 6월 14일 | 야신의 생일 선물          |
| 35화       | 2021년 6월 15일 | 초대장의 주인은 누구?     |
| 36화       | 2021년 6월 16일 | 우리 학교가 최고야!       |
| 37화       | 2021년 6월 21일 | 나의 친구들               |
| 38화       | 2021년 6월 22일 | 시간 지키기               |
| 39화       | 2021년 6월 23일 | 이고르의 고민             |
| 40화       | 2021년 6월 28일 | 조이의 변명               |
| 41화       | 2021년 6월 29일 | 나의 직업 찾기            |
| 42화       | 2021년 6월 30일 | 담임이 된 고슬링          |
| 43화       | 2021년 7월 5일  | 조이의 라디오 쇼          |
| 44화       | 2021년 7월 6일  | 클레어의 요가 수업        |
| 45화       | 2021년 7월 7일  | 가족이 된 조이와 이고르   |
| 46화       | 2021년 7월 12일 | 교장선생님은 힘들어       |
| 47화       | 2021년 7월 13일 | 불운한 하루               |
| 48화       | 2021년 7월 14일 | 교장선생님을 붙잡아라     |
| 49화       | 2021년 7월 19일 | 엄마의 동화               |
| 50화       | 2021년 7월 20일 | 소중한 추억들             |
| 51화       | 2021년 7월 21일 | 프리티우드의 슬픔         |
| 최종화(52) | 2021년 7월 26일 | 완벽한 사람은 없어!       |